# Nuci (gmina)
Nuci – gmina w północno-wschodniej części okręgu Ilfov w Rumunii. W skład gminy wchodzą wsie: Balta Neagră, Merii Petchii, Micșuneștii Mari, Micșunești-Moară i Nuci. W 2011 roku liczyła 3098 mieszkańców.